# 十三不塔
十三不塔（シーサンプーター、シーサンプトー、シーサンプトウ、シーサンプータオ）は、麻雀におけるローカル役のひとつ。親は配牌時、子はチー・ポン・カンのない第一ツモ完了時に、刻子・順子がなく、搭子さえないバラバラの状態で、かつ、雀頭として対子が一つだけある状態を、特別に役満としたもの。ただし、現在はほとんど採用されないうえ、地域や時代によって定義揺れがある。なお、十三不塔と関連性の強い十三無靠と十四不塔、および牌姿の似た七星無靠についても本記事であわせて解説する。
搭子が無いという意味では十三不搭となるはずだが、書籍等でも塔の字で表記されることが多く、表記に揺れが見られる。なお歴史的経緯から言えば後述のように十三ヤオ九すなわち国士無双13面待ちの別の言い方が十三不塔の名の由来である。条件を満たす牌の組み合わせは約1万分の1であり、これを親の配牌時と考えても、およそ33万分の1で発生するとされる天和よりは出現しやすく、並の役満程度の頻度に相当する。ルールによっては役満ではなく流し満貫と同様の変則満貫とする場合もある。

## 概要
十三不塔の成立条件は、親は配牌、子はチー・ポン・カンのない第一ツモにおいて、雀頭が一つあることと、それ以外の搭子が一つもできていないことの2つ。もちろん順子や刻子があってはならない。ロンアガリは認められず、他の役とも複合しない。
（例） 
この例では、面子はおろか両面搭子・嵌張搭子・辺張搭子いずれもできておらず、九萬の雀頭がある以外はすべてバラバラの状態である。
十三不搭は配牌時に、刻子・槓子・順子・搭子が一切ない状態を指す。即ち、同色の数牌が2牌以上あるときに、その差が3以上であることが条件となる。この条件を満たすためには、一色の数牌につき最高3牌までしか使用できない（対子がある場合のみ4牌まで使用できる）。そのため、三色合わせて最高10牌までしか使用できないため、字牌は最低でも3牌必要となる。逆に字牌は最高8牌までしか使用できないため、数牌は三色合わせて最低5牌必要となる。
なお、すべて么九牌で構成した役は十三么九と呼ばれ、後に国士無双と呼ばれるようになる（後述）。
ただしローカル役の常で、細部もしくは定義そのものが異なっている場合がある。雀頭の有無やどの時点で十三不塔を宣言できるかについて後述のようにいくつかのバリエーションが存在する。

## 定義の揺れ
麻雀ライターとして知られる馬場裕一は自著の中で、十三不塔は麻雀が日本に伝わった時に勘違いから生じた、本来中国麻雀には存在しない役だったと主張している。それによると、かつて国士無双は十三面待ちだけが認められていた時代に十三么九とも呼ばれていたが、中国の古い入門書では十三么九の牌姿が十三不塔の名で紹介されていたという。すなわち十三不塔はもともと十三么九の別名だったが、日本に伝来した際に「十三不塔」の解釈が分かれ、派生した役だと考えられる。
その後も十三不塔の定義はゆれ続け、主として以下のようなバリエーションを生んだ。
1. 子の13枚の配牌が雀頭なしの完全なバラバラな状態であり、かつ第1ツモで同じ牌を引き、雀頭が完成した場合[5]（親は2.に準ずる）
2. 待ちを問わず、結果的に第1ツモを含む配牌14枚で対子が一つあり、13種の牌すべてが搭子を形成しておらず孤立している場合（現在主流の定義）
3. 子の13枚の配牌の時点で雀頭なしの完全なバラバラの場合（十三無靠とも呼ばれる、親は4.に準ずる）
4. 第1ツモを含めた14枚が雀頭なしの完全なバラバラの場合（十三無靠もしくは十四不塔とも呼ばれる）

十三不塔は今でこそ対子を一つだけ含むという中途半端な定義が主流となっているが、本来は配牌時の13枚すべてがバラバラであることが条件であり、14枚でアガリとするルールでも、配牌の13枚がバラバラで雀頭待ちになっていることが条件だった。この場合、第一ツモで対子を重ねることができたものを十三不塔として認めたが、待ちの形を問われない親が若干有利になることから、配牌時点で対子のある形も認めるようになったという。したがって雀頭が数牌だった場合にも、その数字が他の牌と3以上離れている必要がある。また、1巡目のロン和がりを認めるルールもごく一部で存在する。
一方で、配牌時の13枚が対子すら無くバラバラであればその時点で十三不塔の成立と見なすルールもある（この場合は逆に配牌が14枚ある親が若干不利となる）。こちらは多数派ではないが、書籍によってはこれを十三無靠の名で紹介しているものもあり、十三無靠は十三不塔の別名とも解釈される。しかし14枚でアガリとされるようになった現在では、厳密には両者は雀頭の有無により別の役として区別しうる。
このような定義の揺れや、バラバラという定義から初心者が嵌張搭子を見落としやすいこともあり（数牌は連続しなければよいのではなく3つ以上離れている必要がある）、現在では十三不塔・十三無靠・十四不塔いずれも採用されないことが多くなっている。
十三不塔は古役として名前はよく知られており、昭和末期から平成初期の入門書では大車輪と並んでローカル役としては比較的紹介されることの多い役だった。しかし滅多に出現しない役であることから歴史的に採用状況を検証することが困難になっており、過去においても積極的に採用されていた役かどうかは定かではない。その成立の経緯も誤解という微妙なものだったとして、古役と言っても正式ルールの役ではなく本質的にローカル役の域を出ることはなかったと考える専門家もいる。

## 十三無靠・十四不塔
十三無靠（シーサンウーシー）は、親の配牌または子の第一ツモ完了時に、刻子・順子がなく、搭子や対子さえできていない完全なバラバラの状態を、特別に役満としたもの。雀頭のない十三不塔を認めることから、十四不塔（シースープーター）とも言われる。
十三無靠の「無靠」とは、十三不塔の「不塔」と同じく13牌が互いに孤立していることを表したものであり、両者に大きな違いはない。ただし、十三不塔が雀頭を必要とするのに対し、十三無靠は対子さえない完全なバラバラの状態と定義されていることが多い。もっとも、雀頭のない十三不塔を認めるという意味では、十三無靠は十三不塔の別名と見なされることもある。
（例） 
この例のように、十三不塔の条件を満たしつつ雀頭がないものを十三無靠と言う。
本来は、配牌の13枚がバラバラであれば、子は第1自摸を待たずに十三無靠を宣言できた。しかし、その場合親は配牌が14枚あるため若干難易度が高くなるという不公平があり、子でも第1自摸を必要とするようになった。
十三不塔と同様定義に揺れが見られ、現在は採用されることの少ない忘れられた役となっている。

## 七星無靠
七星無靠（チーシンウーシー）は、色Aで1-4-7の筋を集め、色Bで2-5-8の筋を集め、色Cで3-6-9の筋を集め、かつ字牌7種を揃えることで成立する役。役名や牌姿を一見すると十三不塔や十三無靠と似ているが、配牌時に宣言をする役ではなく、手作りをして和了を目指す手役の一種である（ロンあがりも可能）。役満もしくは満貫。
（例）
7種の字牌（東、南、西、北、白、發、中）を揃え、残る数牌部分はそれぞれの色で異なる筋の牌を集める。上の例では萬子を2-5-8の筋で統一、索子を1-4-7の筋で統一、筒子を3-6-9の筋で統一している。最終の和了形は、色Aの1-4-7、色Bの2-5-8、色Cの3-6-9の計9種類の中から2枚なくなったものに、字牌7種が加わった形となる。なお、字牌が全て揃っていないと成立しない、同じ牌があってはならないなど、いくつかの制約がある。
例えば次のようなものは認められない。
 三種類の数牌の筋が異なっていない（萬子と筒子がともに1-4-7の筋）
 同じ牌を使用している（西が対子になっている）
テンパイのパターン
七星無靠のテンパイ形には、大きく分けて以下の2パターンがある。
（例）複数の牌が待ちになるケース

字牌7種が既に揃っている場合、複数の数牌を待つことができる。この牌姿の場合、待ちはととの3種。
（例）1種の牌しか待てないケース

字牌が欠けている場合、待ちは残る字牌1種のみとなる。この場合は。
手作りを経る点や、待ちのパターンが上記のように優劣を持つ点など、十三不塔や十三無靠よりもむしろ国士無双に近い役であると解釈することも可能である。また、十三不塔や十三無靠と違って、定義に揺れが見られない。しかし、通常の面子の概念から大きく外れる役であることもあり、現在の一般的な麻雀で七星無靠が採用されることはほぼないと言ってよい。中国麻雀では七星不靠の名で24点役として採用されている。

## 全不靠
全不靠（チュェンプカオ）は、色Aで1-4-7、色Bで2-5-8、色Cで3-6-9の筋と、字牌7種の中から、任意の14牌を揃えることで成立する役。七星不靠が字牌をすべて揃える必要があるのに対し、全不靠は字牌をすべて揃える必要はない。中国麻雀では12点役として採用されている。また、数牌の筋をすべて揃えると、組合竜という12点役と複合し、24点となる。
（例）

## 関連役
十三么九（十三幺九、国士無双）
十三不塔の条件を満たし、かつすべて么九牌で構成すると成立する役満。十三不塔の上位役であるため、十三不塔と十三么九（国士無双）は複合しない。後に手作りも認められるようになり、現在では国士無双という名称で浸透している。しかし上述の通り、十三不塔は十三么九の別名であるという説もある。